# Bergsgrunden
Bergsgrunden är en samling skär i Kökar på Åland (Finland). De ligger i Hellsö strömmen norr om Sommarön i Skärgårdshavet och i kommunen Kökar. Öarna ligger omkring 58 kilometer öster om Mariehamn och omkring 220 kilometer väster om Helsingfors. Terrängen på Bergsgrunden består av klipphällar och grus.
Arean för den av öarna koordinaterna pekar på är 1,2 hektar och dess största längd är 220 meter i öst-västlig riktning.